# 간무 천황
간무 천황(桓武天皇, 737년 ~ 806년 음력 3월 17일 (양력 4월 9일), 재위: 781년~806년)은 일본의 제50대 천황이다. 고닌 천황과 백제인의 10대손 다카노노 니가사(高野 新笠)의 아들이다. 능호를 따서 가시와바라노미카도(柏原帝)라고도 한다.
794년 도읍을 나라에서 헤이안쿄로 옮겨 헤이안 시대를 열었고 이후 교토는 1000여년에 걸쳐 일본의 수도가 되었다.

## 출생
737년 아버지 시라카베노 오키미(白壁王), 즉, 고닌 천황과 백제인의 후손이라고 기록돼 있는 어머니 화씨부인 다카노노 아소미니가사(高野朝臣新笠)에게서 태어났다. 한편 일본의 한국식민통치를 뒷받침한 일본 언어학계의 가나자와 쇼사부로(金澤廣三郞)는 간무는 백제인이라고 말했던 적이 있고, 일본 제 125대 천황인 아키히토는 2001년 12월 23일 만 68세 생일을 맞아 기자회견을 연 자리에서 "간무 천황의 생모가 백제 무령왕의 자손이라고 <속일본기>에 기록돼 있는 사실에 한국과의 깊은 인연을 느낀다."라고 말하였다.)

## 간무 천황의 업적
간무의 대표적인 치세로는, 일본의 수도를 나라(헤이조쿄)에서 나가오카(나가오카쿄 784)로 옮겼다가 다시 헤이안쿄(平安京)(794)로 옮겼다. 그곳의 황궁 이름은 헤이안노미야였다. 이것은 일본 역사의 헤이안 시대의 시작이었다.
간무는 정부 조직과 기능을 개선하려고 시도한 적극적인 천황이었다. 간무는 사카노우에노 다무라마로(758~811)를 에미시에 파병했다.
- 781년 12월 3일 - 고닌 천황 11년, 그는 그의 아들에게 양위하였고 직후에 간무 천황이 소쿠이에 즉위하였다.
- 782년 6월 - 좌대신 후지와라노 우오나가 파면되고 규시로 유배되었다. 얼마 후에 천황은 그가 수도로 돌아오는 것을 허락하였고 그는 돌아와서 죽었다.

같은 시기에 후지와라노 다마로는 우대신이 되었는데 이 당시에 좌대신과 우대신 자리가 비어 있었다. 주요 상담원(대납언)과 천황은 책임과 권력을 직접행사하였다.
- 783년 3월 - 우대신 다마로가 62세로 죽었다.
- 783년 7월 - 후지와라노 고레키미가 새로운 우대신이 되었다.
- 793년 - 덴교의 지도 아래에 엔랴쿠지의 건설이 시작되었다.
- 794년 10월 천황은 엄청난 재산을 나라에서 헤이안으로 옮겼다.

간무 천황의 치세는 25년간 지속되었다.

## 가족 관계
| - 아버지 : 일본 제49대 고닌 천황(光仁天皇, 709~782) - 어머니 : 황태부인 다카노노 니가사(高野新笠, ?~790) - 황후 : 후지와라노 오토무로(藤原乙牟漏, 760~790) - 후지와라 요시쓰구(藤原良継)의 딸 - 장남 : 일본 제51대 헤이제이 천황 아테노친왕(平城天皇 安殿親王 , 774~824) - 차남 : 일본 제52대 사가 천황 가미노친왕(嵯峨天皇 神野親王 , 786~842) - 차녀 : 고시 내친왕(高志內親王 ,789~809) - 부인 : 증 황태후 후지와라 다비코(藤原旅子, 759~788) - 후지와라 모모카와(藤原百川, 732~779)의 딸 - 7남 : 일본 제53대 준나 천황 오토친왕 (淳和天皇 大伴親王, 786~840) - 부인 : 사카히토내친왕(酒人內親王, 754~829) - 간무 천황의 이복동생 - 장녀 : 아사하라내친왕(朝原內親王, 779~817) - 부인 : 후지와라노 요시코(藤原吉子, ?~807) - 후지와라 고레키미(藤原是公, 727~789)의 딸 - 3남 : 이요친왕(伊予親王, 780~807) - 부인 : 다지히노 마무네(多治比眞宗, 769~813) - 다지히노 나가노(多治比長野, 706~790)의 딸 - 4남 : 가쓰가하라친왕(葛原親王, 786~853) - 손자 : 다카미왕(高原王, 804~867) - 증손 : 다카모치왕 다이라노 다카모치(高望王 平高望) - 간무 헤이지(桓武平氏)의 시조 - 9남 : 사미친왕(佐味親王, 793~825) - 10남 : 가야친왕(賀陽親王, 794~871) - 11남 : 오노친왕(大野親王, 798~803) - 3녀 : 이나바내친왕(因幡內親王, ?~824) - 4녀 : 아노내친왕(安濃內親王, ?~841) - 부인 : 후지와라 오쿠소(藤原小屎) - 후지와라 와사토리(藤原鷲取)의 딸 - 5남 : 만다친왕(万多親王, 788~830) - 뇨고(女御) : 기노 오토이오(紀乙魚, ?~840) - 기노 마즈이오(紀木津魚)의 딸 - 뇨고(女御) : 구다라노코니키시 교호(百濟王敎法, ?~840) - 구다라노니키시 슌테쓰(百済王俊哲, 740 경~795)의 딸 - 뇨고(女御) : 다치바나 미코(橘御井子) - 다치바나 이리이(橘入居, ?~800)의 딸 - 딸 : 가라쿠내친왕(賀樂內親王, ?~874) - 16녀 : 스가와라내친왕(管原內親王, ?~825) - 뇨고(女御) : 후지와라 나카코(藤原仲子) - 후지와라 이에요리(藤原家依, 743~785)의 딸 - 뇨고(女御) : 다치바나노 쓰네코(橘常子, 788~817) - 다치바나 시마다마로(橘島田麻呂)의 딸 - 황녀 : 오야케 내친왕(大宅內親王, ?~849) | - 뇨고(女御) : 후지와라노 마사코(藤原正子) - 후지와라 기요나리(藤原清成, 716?~777)의 딸 - 궁인 : 사카노우에 마타코(板上又子) - 사카노우에 가리타마로(坂上苅田麻呂, 727~786)의 딸 - 12녀 : 다카쓰내친왕(高津內親王, ?~841) - 궁인 : 사카노우에 하루코(板上春子, ?~790) - 사카노우에 다무라마로(坂上田村麻呂, 758~811)의 딸 - 12남 : 가도이친왕(葛井親王, 800~850) - 황녀 : 가스가내친왕(春日內親王, ?~833) - 궁인 : 후지와라노 가와코(藤原河子) - 후지와라 오쓰구(藤原大継, ?~810)의 딸 - 12남 : 나카노친왕(仲野親王, 792~867) - 13녀 : 아토키내친왕(安勅內親王, ?~855) - 딸 : 오이내친왕(大正內親王, ?865) - 15녀 : 기노내친왕(紀內親王, 799~886) - 딸 : 요시하라내친왕(善原內親王, ?~863) - 궁인 : 후지와라노 아즈마코(藤原東子) - 후지와라 다네쓰구(藤原種継, 737~785)의 딸 - 딸 : 간나비내친왕(甘南 美內親王, 800~817) - 궁인 : 후지와라노 헤이시(藤原平子) - 후지와라 다카토시(藤原乙叡, 761~808)의 딸 - 8녀 : 이토내친왕(伊都內親王, ?~861) - 궁인 : 기노 와카코(紀若子) - 기노 후나모리(紀船守, 731~792)의 딸 - 7남 or 14남 : 아스카친왕(明日香親王, ?~834) - 궁인 : 후지와라 우에코(藤原上子) - 후지와라 오구로마로(藤原小黒麻呂, 733~794)의 딸 - 7녀 : 시게노내친왕(滋野內親王, 806~857) - 궁인 : 다치바나 다무라코(橘御田村子) - 다치바나 이리이(橘入居, ?~800)의 딸 - 딸 : 이케노우에내친왕(池上內親王, ?~869) - 궁인 : 가와카미 마누(河上眞奴) - 니시카베 하루히토(錦部春人)의 딸 - 아들 : 사카모토친왕(板本親王, 793~818) - 궁인 : 구다라노니키시 교닌(百濟王敎仁) - 구다라노니키시 무쿄(百済王武鏡)의 딸 - 9남 : 오타친왕(大田親王, 793~808) - 궁인 : 구다라노니키시 조쿄(百濟王貞香) - 구다라노니키시 교토쿠(百済王教徳, ?~822)의 딸 - 14녀 : 스루가내친왕(駿河內親王, 801~820) - 궁인 : 나가토미 도요코(中臣豊子) - 나가토미 오이오(中臣大魚)의 딸 - 제5황녀 : 후세내친왕(布勢內親王, ?~812) - 뇨주(女嬬) : 다지히노 도요쓰구(多治比豊継) - 아들 : 나가오카노 오카나리(長岡岡成, ?~848) - 뇨주(女嬬) : 구다라노 나가쓰구(百済永継) - 아스카베노 나토마로(飛鳥部奈止麻呂)의 딸 - 아들 : 요시미네노 야스요(良岑安世, 758~830) - 뇨주(女嬬) : 구다라노 묘신(百済王明信, ?~815) |

## 같이 보기
- 일본 천황
- 헤이안쿄
- 헤이안 신궁